# Onyx Grand Prix
 Onyx Grand Prix  o Onyx va ser un constructor de cotxes de competició britànic que va arribar a disputar curses a la Fórmula 1.
L'equip va ser fundat per competir a la Fórmula 2 l'any 1979 per Mike Earle i Greg Field i tenia la seu a Littlehampton, Anglaterra.
Anys després van decidir fer el salt a la Fórmula 1. La majoria d'accions van ser comprades per Paul Shakespeare i amb patrocini de Marlboro i de Moneytron (companyia de Jean-Pierre van Rossem, posterior amo de l'equip). L'equip es va traslladar a Westergate House i es van contractar com pilots al suec Stefan Johansson i el belga Bertrand Gachot.
Va debutar a la F1 a la temporada 1989 a la prova inicial, el GP de Brasil, disputant vint-i-sis curses entre les temporades 1989 i 1990.
L'equip va prendre part de les curses amb cinquanta-dos monoplaces, aconseguint una tercera posició (Portugal'89) com millor classificació en una cursa i assolint sis punts pel campionat del món de constructors.

## Resum
| Curses: | Victòries: | Pòdiums: | Poles: | Voltes ràpides: | Punts: |
| ------- | ---------- | -------- | ------ | --------------- | ------ |
| 26 (52) | 0          | 1        | 0      | 0               | 6      |